# Province de Sagami
Pour les articles homonymes, voir Sagami (homonymie).
Sagami (相模国, Sagami-no-kuni) est une ancienne province du Japon qui se trouvait dans une région qui est aujourd'hui la préfecture de Kanagawa, en excluant Yokohama et Kawasaki. La province de Sagami était entourée par les provinces d'Izu, Kai, Musashi et Suruga, et baignée par la baie de Sagami.

Carte des anciennes provinces du Japon avec Sagami mise en évidence.

L'ancienne capitale provinciale était située près de la ville actuelle d'Hiratsuka. Pendant la période Sengoku, le château le plus important de la province se trouvait à Odawara. La province était souvent dirigée par les seigneurs de la province voisine de Musashi.